# Jan Tęczyński (1492–1541)
Jan Tęczyński herbu Topór (ur. w 1492, zm. między: 8–21 lipca 1541) – polski szlachcic, starosta bełski, chełmski, krasnostawski i ratnieński, hrubieszowski (1536–1541), tyszowiecki (1536–1541), miecznik krakowski, podkomorzy chełmski (1515), kasztelan chełmski (1515–1525), wojewoda bełski (1528–1533), podolski (1533–1536), ruski (1536–1537), sandomierski (1537–1541),  przedstawiciel dyplomatyczny Rzeczypospolitej w Imperium Osmańskim w 1524 roku.

## Kariera
Odziedziczył po ojcu posiadłości Tenczyńskie wraz z wytwórnią papieru w Krzeszowicach, i m.in. Rytwiany, gdzie w 1621 Jan Tęczyński sprowadził kamedułów, którzy wybudowali klasztor i kościół. W 1521 Jan Tęczyński za 5500 florenów zakupił Książ Wielki i 7 wsi od Marcina Kamienieckiego. Odbył podróże po wielu krajach, (które opisał Paprocki), zdobywając w nich wykształcenie. Potem przebywał na dworach. Zabiegał o dziesięcioletni rozejm z Turcją.

## Pochodzenie i rodzina
Był synem Mikołaja (wojewody ruskiego), zwanego Krakowczykiem, (zm. 26 października 1497); i Aleksandry z Chożowa (zm. 1 października 1522/1526 – córki Olechny Sudymontowicza, wojewody wileńskiego), bratem Stanisława (zm. 1521/1527), (starosty lubomelskiego), Anny (ur. 1480 ?, zm. 1532), ż. Mikołaja Szydłowieckiego, Jadwigi (zm. 1549/60), ż. Adama Kurozwęckiego vel Rytwianskiego, i Barbary Tarnowskiej (ok. 1490–1521) – żony Jana Amora Tarnowskiego.
Był mężem Katarzyny Łaskiej, h: Korab (ur. między: 1496 a 1497, zm. 16 stycznia 1557 – córki Jarosława) oraz ojcem Zofii (zm. 1588, żony Stanisława Ostroroga, kasztelana międzyrzeckiego) i Katarzyny (1538 – 1566 – żony Jana Bonera i następnie Stanisława Barzi). Jego stryjecznym bratem był Andrzej Tęczyński (zm. 1536) – wojewoda sandomierski, który od cesarza Karola V uzyskał dla rodziny tytuł hrabiego Świętego Imperium Rzymskiego (1527).
Jan Tęczyński – jeden z najbogatszych ludzi w Polsce, zmarł w lipcu 1541, pozostawiając olbrzymi majątek i dwie córki.
Jego nagrobek, jeden z najwspanialszych nagrobnych pomników renesansowych, kosztem obu zięciów wykonano w Książu Wielkim w 1541 r. Przy nim w 1566 została pochowana jego córka Katarzyna Barzi, zmarła w 28 roku życia.